# Bundesbeauftragter für den Zivildienst
Der Bundesbeauftragte für den Zivildienst war bis zur Aussetzung von Wehrpflicht und Zivildienst der Beauftragte der Bundesregierung für Fragen des Zivildienstes bzw. des zivilen Ersatzdienstes in Deutschland.
Der Bundesbeauftragte für den zivilen Ersatzdienst hatte seinen Sitz ab 1970 im Bundesministerium für Arbeit und Sozialordnung und war einem Staatssekretär unmittelbar unterstellt. Er wurde auf Vorschlag der zuständigen Ministerin bzw. des zuständigen Ministers ernannt. Ab dem 1. Januar 1976 hieß er Bundesbeauftragter für den Zivildienst. Die Zuständigkeit ging am 1. Oktober 1981 auf das Bundesministerium für Familie, Senioren, Frauen und Jugend über. Der Bundesbeauftragte und sein Arbeitsstab "Zivildienst" bereiteten die notwendige Gesetzgebung vor und erließen Rechtsverordnungen, Richtlinien, Verwaltungsvorschriften und Ausführungsbestimmungen. Das Bundesministerium übte die Fach-, Rechts- und Dienstaufsicht über das Bundesamt für den Zivildienst (ab 3. Mai 2011: Bundesamt für Familie und zivilgesellschaftliche Aufgaben) aus.
Ebenso wie der Zivildienst ist der Bundesbeauftragte nicht abgeschafft, sondern kann rechtlich jederzeit wieder aktiviert werden. Dessen Amtszeit wurde per Gesetz am 31. Dezember 2011 für beendet erklärt. 

## Amtsinhaber
- 1970–1983 Hans Iven
- 1983–1991 Peter Hintze
- 1991–2006 Dieter Hackler
- 2006–2011 Jens Kreuter